# Économie de la Syrie
L'économie de la Syrie repose essentiellement sur l'agriculture, l'artisanat, les télécommunications, le commerce et les échanges en général.
Avant la guerre civile qui dure de 2011 à 2024, la Syrie était considérée comme un pays à forte croissance. Durant la décennie de 2011 à 2021, la Banque mondiale estime que le PIB du pays avait diminué de plus de moitié, tandis que les données de la NASA observant les « points lumineux » (ampoules électriques et torchage du gaz), estiment un recul des activités économiques de 84 % entre 2010 et 2023. 

## Histoire économique
Historiquement la Syrie depuis l'émergence du parti Baath possède une économie dirigiste, planifiés avec de nombreuses nationalisations. Comme de nombreux autres pays décolonisés, la Syrie mise sur une politique donnant une grande importance à l'augmentation de la production agricole. Ainsi en 1963, une réforme agraire limite la taille des propriétés à 55 ha dans les espaces irrigués, induisant une redistribution des terres. La politique agricole vise également à supprimer les usages féodaux, favoriser les coopératives et la sédentarisation des tribus nomades. Les redevances perçues pour le passage des oléoducs en provenance de l'Irak ont permis le financement de grands travaux d'infrastructures en voies ferrées, en irrigation et la construction du barrage de Tabqa sur l'Euphrate.
Depuis 1973, la guerre latente avec Israël et l'accueil de plus de 300 000 réfugiés palestiniens et libanais, ont longtemps pesé fortement sur le budget du pays, par une inflation importée (19,4 % en 1990) et un déficit de la balance des paiements.

### Sous le régime de Assad
À partir des années 1980, l'économie s'ouvre petit à petit aux investisseurs privés, notamment dans le secteur tertiaire et dans l'industrie légère. En parallèle, le pétrole et le gaz s'imposent comme des piliers de l’économie : aux hydrocarbures extraits de son sol, s'ajoutent pétrole irakien qui traverse son territoire via l'oléoduc Kirkouk-Banias, permettant à Damas d'en retirer une recette supplémentaire. Ce dernier avait été fermé par le régime syrien pendant la guerre Iran-Irak, pour soutenir son allié iranien en étouffant l'économie irakienne, puis rouvert après 1990. Entre 1991 et 1996, le taux de croissance atteint 7,33 % en moyenne, mais uniquement en moyenne de 2,15 % entre 1997 et 2003, faible croissance notamment liée à des sécheresses. 
La fin de la guerre froide et l’arrivée au pouvoir de Bachar al-Assadfavorisent une libéralisation et une diversification de l’économie. Les années 1990 et 2000 sont marquées par l'Infitâh (« ouverture économique ») syrienne, pendant laquelle le pays développe des infrastructures comme les barrages de Tichrine et d’Al-Baath, les secteurs du textile, du BTP et de la métallurgie , ainsi que le tourisme et l’immobilier de luxe. 
Durant les années 2000, la politique économique se tourne plus largement vers le privé, avec une politique de libéralisation financière et une politique d'attractivité de capitaux privé. La part du privé de la production nationale passe 52,3 % en 2000 à 62,5 % en 2007.

### Contexte de la guerre civile
Les inégalités ont eu tendance à s'accroître après la mise en place, dans les dernières années du règne de Hafez el-Assad, de politiques favorisant le libre marché et avec leur développement après l'arrivée au pouvoir de son fils. Ces politiques, orientées vers le tertiaire, ont profité à une minorité de la population ayant des liens avec le gouvernement et aux membres des communautés sunnites marchandes de Damas et d'Alep. Entre 2000 et 2010, le taux de croissance de la Syrie était en moyenne de 5,1 %, alors que dans le même temps la population augmentait annuellement de 2,5 %. Malgré cela, durant cette décennie le taux de chômage a augmenté passant officiellement de 2,3 % en 2000 à 8,4 % en 2010. En réalité, selon la plupart des économistes et experts syriens, le taux de chômage varie entre 18 % et 25 %,,,. Selon le Programme des Nations unies pour le développement, en 2005, 30 % des syriens vivent en dessous du seuil de pauvreté et le taux du chômage est estimé à 18 %. Dans le contexte d'une démographie croissante, les jeunes sont extrêmement touchés : ils sont 6 fois plus au chômage que les adultes. La moitié de la population a moins de 20 ans. Selon le politologue Souhaïl Belhadj, la moitié des personnes entrant pour la première fois sur le marché du travail ne trouvent pas d'emploi.
Le mécontentement contre le régime est plus grand dans les zones les plus pauvres du pays, parmi les Sunnites conservateurs et dans les localités ayant un taux de pauvreté élevé, comme Deraa et Homs, ainsi que dans les zones rurales touchées par la sécheresse de 2001, et les quartiers les plus déshérités des grandes villes. La libération des années 2000, a réduit les subventions à l'agriculture et les prix fixes en matière d'engrais, du fioul ou des machines agricoles. En parallèle, la part de la population active travaillant dans l'agriculture est passée de 30 % en 2002 à 14,3 % en 2010.
D'après certains chercheurs et le département de la Défense des États-Unis, la sécheresse qui a frappé la Syrie entre 2006 et 2010 a contribué à faire éclater la révolte. 800 000 Syriens ont vu leurs revenus chuter de 90%, leurs terres s'étant asséchées. La crise de l'eau est concomitante à la politique du gouvernement qui a déréglementé le secteur agricole, vendu de vastes étendues de terre à l'agro-industrie, développé une agriculture d'exportation notamment avec le coton, ce qui a entraîné la salinité des terres par utilisation excessive de l'irrigation et la pollution des puits par les nitrates, etc,,.
Selon Souhaïl Belhadj, le régime syrien sous Bachar al-Assad met en place des mesures de libéralisation économique de façon très graduelle, et n'abandonne pas son rôle de redistribution des richesses, craignant une explosion sociale. Le système des subventions, qui permettent de fixer les prix des produits de base, reste en vigueur, mais il est abaissé, sauf en temps de crise. Par exemple, lors de la seconde année de sécheresse, en 2008, pour aider les agriculteurs, l’État achète leur blé deux fois plus cher que le prix du marché international, alors qu'habituellement la surcote n'est que de 20 %. Une fois le blé transformé en farine, il est revendu à tarif préférentiel aux boulangers, qui bénéficient également de prix abaissés concernant le fioul. Et la population qui bénéficie de cartes de rationnement a accès à un pain deux fois moins cher que celui du marché. Les subventions au pain, qui se montaient à environ 530 millions de dollars les années précédentes augmentent de 40 % en 2007 et doublent en 2008. En ce qui concerne les salaires de la fonction publique, ils doublent sur la décennie 2000-2010, compensant tout juste la forte inflation. D'après Souhaïl Belhadj, globalement, la croissance économique ne profite pas aux classes laborieuses et moyennes. Le système de redistribution pratiqué par « l’État social baassiste » empêche simplement leur paupérisation.
À partir de 2011, la Syrie traverse une phase de dégradation du niveau de vie et de forte augmentation du prix des produits de base. Entre 2010 et 2016, l'indice des prix à la consommation, publié chaque mois par le Bureau central syrien des statistiques, est multiplié par 5. Selon Le Figaro, cela est dû à la raréfaction de la nourriture, du carburant et des médicaments disponibles, mais aussi par l'arrêt de plusieurs subventions du gouvernement sur l'eau, la nourriture et l'électricité.

### Impact économique de la guerre civile
Entre 2010 et 2014, l'économie syrienne s'est rétractée de 62 %, dû à la Guerre civile syrienne, qui a détruit les infrastructures et des lieux de production et empêché les échanges. Une contraction de 12 à 20 % de l'activité économique est attendue pour l'ensemble de 2011. Le chômage a quintuplé et la devise syrienne a perdu les 5/6 de sa valeur,. L'augmentation des prix a été particulièrement élevée sur la nourriture, le prix du pain et des céréales étant multiplié par cinq entre 2010 et 2016, celui de l'eau minérale, des boissons et jus de fruit par huit, et celui des légumes par neuf. En 2015, un rapport du Fonds international de développement agricole (FIDA) et du Programme alimentaire mondial (PAM) indique que dans certaines zones du pays, les dépenses alimentaires peuvent dépasser les 50% à 60% des dépenses globales d'une famille. Selon le Centre syrien pour la recherche politique, les ménages les plus pauvres ne peuvent plus subvenir à leurs besoins fondamentaux.
Avant le début de la guerre syrienne, l'Union Européenne achetait 95 % du pétrole exporté par la Syrie, ce qui représentait entre un quart et un tiers des recettes de ce pays. En septembre 2011, pour faire pression sur le régime, l'Union européenne décrète un embargo total sur le pétrole syrien. En avril 2013, la guerre s'éternisant, l’Europe lève « partiellement » son embargo sur le pétrole syrien : « les ministres européens des Affaires étrangères souhaitant ainsi aider les rebelles syriens, qui contrôlent une partie des champs pétroliers ». En mai 2013, le ministre syrien du Pétrole Suleiman Abbas révèle que la production de pétrole syrienne a chuté de 95 % (à 20 000 barils par jour contre les 380 000 barils par jour) et celle du gaz syrien de 50 %, à la suite des combats et des activités terroristes.
Le conflit a détruit fin 2014, environ 791 000 logements, destructions qui ont eu lieu à 58 % à Alep, à 20,5 % à Homs et à 12,92 % à Damas. Au niveau agricole, la superficie cultivée est passée de 8 millions d'hectares à 3,6 millions entre 2010 et 2015. Au total entre 2011 et 2016, la guerre civile aurait coûté près de 260 milliards de dollars au total. Selon la Banque mondiale, l’économie syrienne s’est contractée de 85 % entre 2011 et 2023 tandis qu'en 2024, le coût de la reconstruction du pays est estimé entre 250 et 400 milliards de dollars. Parallèlement, la famille Assad au pouvoir s'enrichit considérablement grâce à des activités économiques illicites comme la contrebande, le commerce d’armes, le trafic de drogue, la protection et l’extorsion. En 2022, un rapport américain estime sa fortune à plus de 2 milliards de dollars. 

### Sanctions contre la Syrie
Au début de la guerre civile en 2011, l’administration Obama impose des sanctions contre la Syrie, incluant un gel des avoirs du gouvernement syrien à l’étranger, une restriction sur les importations de pétrole et interdiction pour les Américains d’investir dans le pays, ainsi que des limitations des investissements dans les infrastructures et l'énergie. En 2019, la loi César alourdit ces sanction et porte un coup fatal à l’économie syrienne en interdisant notamment aux institutions financières étrangères non américaines d’effectuer des transactions avec le gouvernement syrien.

### Chute du régime et début de l'ère post-Assad
La crise économique finit par affecter les communautés alaouites dont est issue la famille Assad, et qui composaient les principaux viviers de recrutement pour l'armée syrienne. La faiblesse du régime l'a conduit à racketter à leurs tours ces communautés qu'il protégeait, déjà appauvries par les déplacements en temps de guerre, la perte du crédit de l'État et ses prises de contrôle prédatrices. Ainsi, à force de recentrer ses préoccupations sur sa propre survie et de titrer des revenus d'une économie en chute libre, Assad a en quelque sorte rompu un pacte implicite avec la communauté alaouite, qui a perdu des milliers d'hommes pour sa défense. La crise économique syrienne a donc érodé le soutien populaire jusqu'aux dernières populations qui pouvaient lui être encore favorables, y compris l'armée dont le niveau de vie s'est effondré à cause de la dévaluation de la livre syrienne et de l'inflation. Abandonné par la majorité de ses soutiens locaux et étrangers, le régime Assad est renversé par une coalition rebelle en décembre 2024. Ces derniers mettent en place un gouvernement de transition avec à sa tête Ahmed al-Charaa et Mohammed al-Bachir.
Certaines sanctions économiques contre la Syrie sont levées par les États-Unis, puis par la Belgique en mai 2025,. Le ministre syrien des Finances, Mohammed Barnieh déclare que la levée des sanctions aidera à la reconstruction et à la modernisation des infrastructures, et ouvrira la voie au retour des investissements. Le ministre syrien de l’Économie Nidal al-Shaar affirmé que si la Syrie revenait au système bancaire mondial, l’économie syrienne connaîtrait un redressement significatif et un afflux d’investissements étrangers. L’Arabie saoudite, la Turquie et le Qatar semblent notamment prêts à investir dans le pays.
Peu après l’annonce de Trump concernant la levée des sanctions, la livre syrienne s’est appréciée d’environ 25 %, à 8 000 livres pour 1 dollar, tandis qu’une amélioration des flux d’importation de biens, de médicaments et de technologies est également attendue. Les sanctions financières sont néanmoins plus difficiles à lever sans l’approbation du Congrès, alors que leur levée permettrait à la banque centrale de Syrie de contracter des prêts auprès de la Banque mondiale et du Fonds monétaire international. 
Le 29 mai 2025, les nouvelles autorités syriennes signent un accord énergétique de 7 milliards de dollars avec un consortium réunissant des entreprises américaines, qataries et turques, pour réhabiliter le secteur électrique du pays. D'autres contrats sont signés par les autorités syriennes avec des compagnies étrangères, notamment pour la gestion de ports.
Le 2 juin, après six mois de fermeture, la Bourse de Damas ouvre de nouveau ses portes. Dans un contexte de levée des sanctions américaines et européennes, cette réouverture doit permettre aux acteurs publics et privés de renouer avec les institutions financières régionales et internationales. Le 5 juin, la commissaire européenne pour la Méditerranée Dubravka Suica annonce une aide de 175 millions d'euros à la Syrie destinées notamment à relancer les secteurs de l'énergie, de l'éducation, de la santé et de l'agriculture. Le 9, le nouveau gouverneur de la Banque centrale Abdelkader Housriyé annonce que la Syrie sera reconnectée au système de paiements internationaux SWIFT d’ici quelques semaines. Ce retour du système SWIFT devrait contribuer à encourager le commerce extérieur de la Syrie (en réduisant les coûts des importations et en facilitant les exportations), attirer les devises étrangères et renforcer la lutte contre le blanchiment d’argent. Le 19 juin, la Syrie effectue son premier virement bancaire international direct via Swift depuis le début de la guerre civile, entre une banque syrienne et une banque italienne. Le gouverneur de la banque centrale syrienne Abdelkader Housriyé déclare que son objectif est d'attirer des banques américaines en Syrie.
Le 13 juillet, la Syrie signe, en présence du président Ahmad Al-Chareh, un accord de 800 millions de dollars avec la société émiratie DP World pour développer le port de Tartous, deuxième port du pays après Lattaquié, sur la Méditerranée. Le 6 août, le régime d’Ahmad el-Chareh annonce une vague sans précédent d’investissements étrangers d’une valeur totale de près de 14 milliards de dollars. Ces projets, centrés sur les infrastructures, les transports et l’immobilier sont présentés lors d’une cérémonie au palais présidentiel. Parmi les projets portés par cette vague d'investissements, s'intègrent la rénovation de l’aéroport de Damas (4 milliards de dollars) en partenariat avec la société qatarie UCC Holding, la création d’une ligne de métro dans la capitale (2 milliards) avec l’Emirates National Investment Corporation, ou encore la construction des Damascus Towers (2 milliards) avec l’entreprise italienne UBAKO. Néanmoins, la réalisation de ces projets est jugée irréaliste à court et moyen terme malgré ces signatures, car le secteur énergétique syrien est encore trop défaillant pour supporter de tels chantiers. À cela s'ajoute la poursuite des affrontements dans les communautés druzes au sud-ouest de la Syrie, et des bombardements israéliens près de la capitale, qui dissuadent les investisseurs potentiels. 

## Secteurs d'activités

### Agriculture

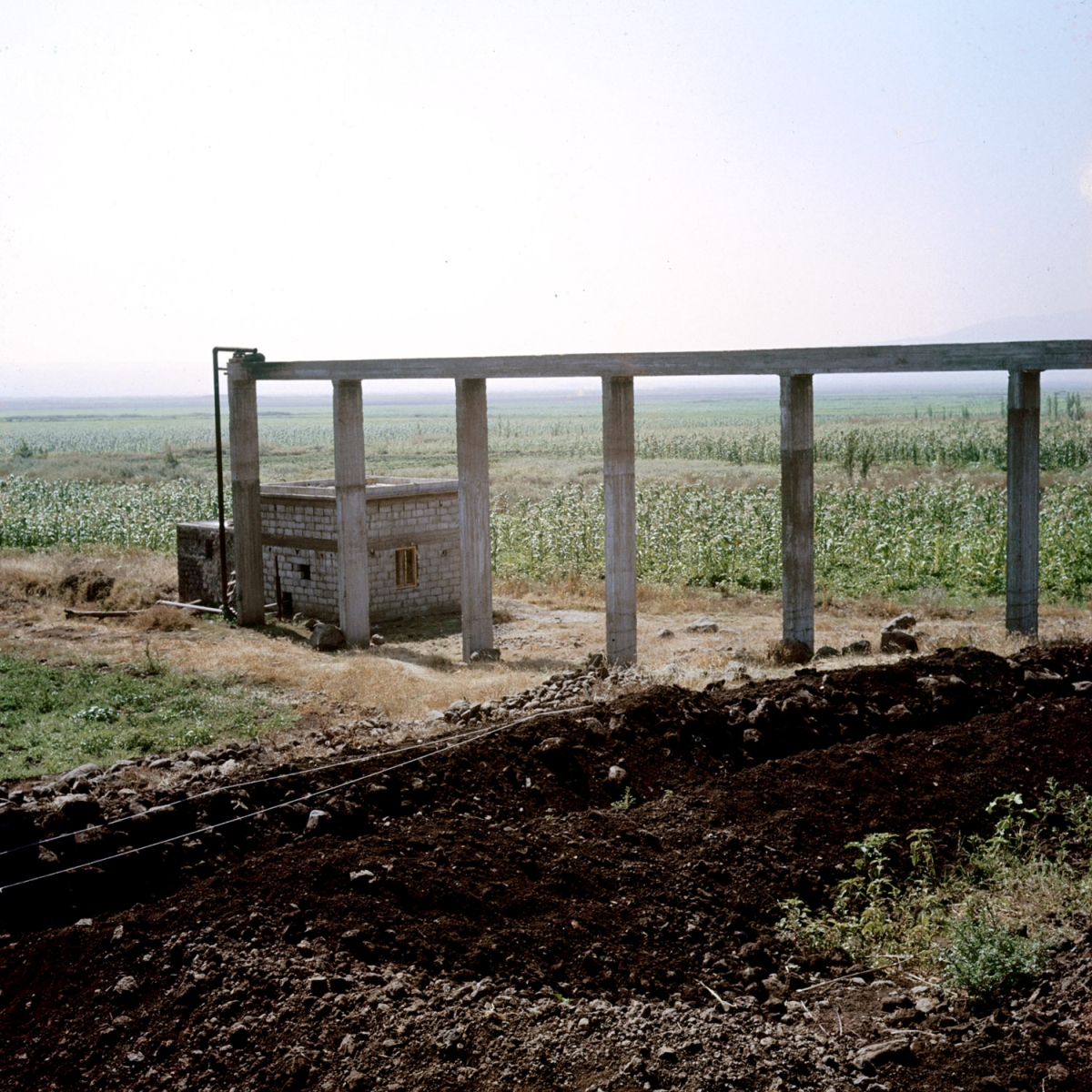
Système d'irrigation dans le gouvernorat de Homs, entre 1965 et 1983. Nationaal Museum van Wereldculturen.

L'agriculture représentait 43,1 % du PIB de la Syrie en 2022. Les principales cultures du pays sont le blé, l'orge, les tomates, les olives, les pommes de terre, le maïs, les oranges, et le raisin. 

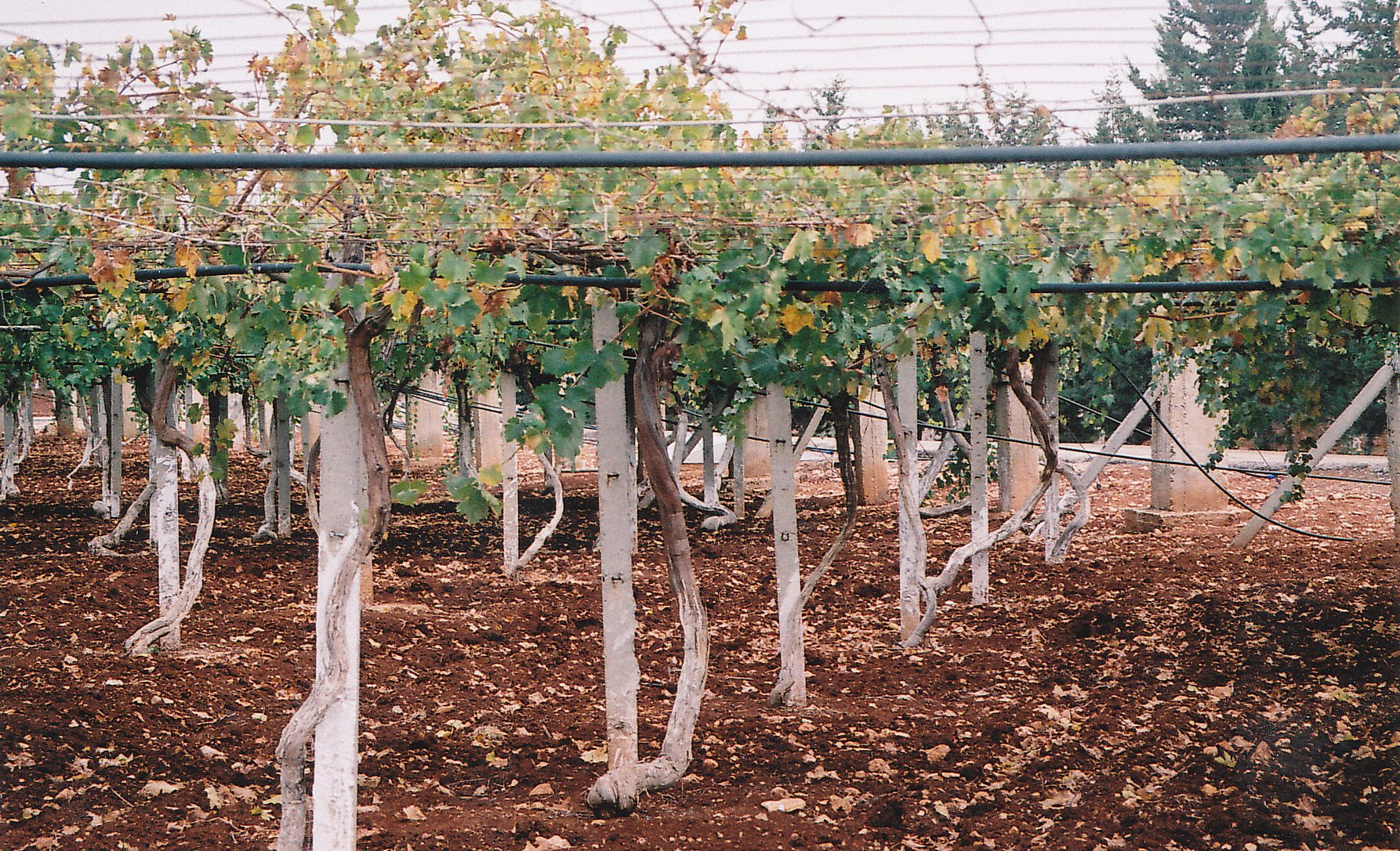
Vignes, 2001.

En août 2025, le ministre syrien de l’Économie Nidal al-Shaar annonce des mesures protectionnistes bloquant les importations de certains fruits et légumes pour relancer le secteur agricole syrien.

### Élevage et pêche

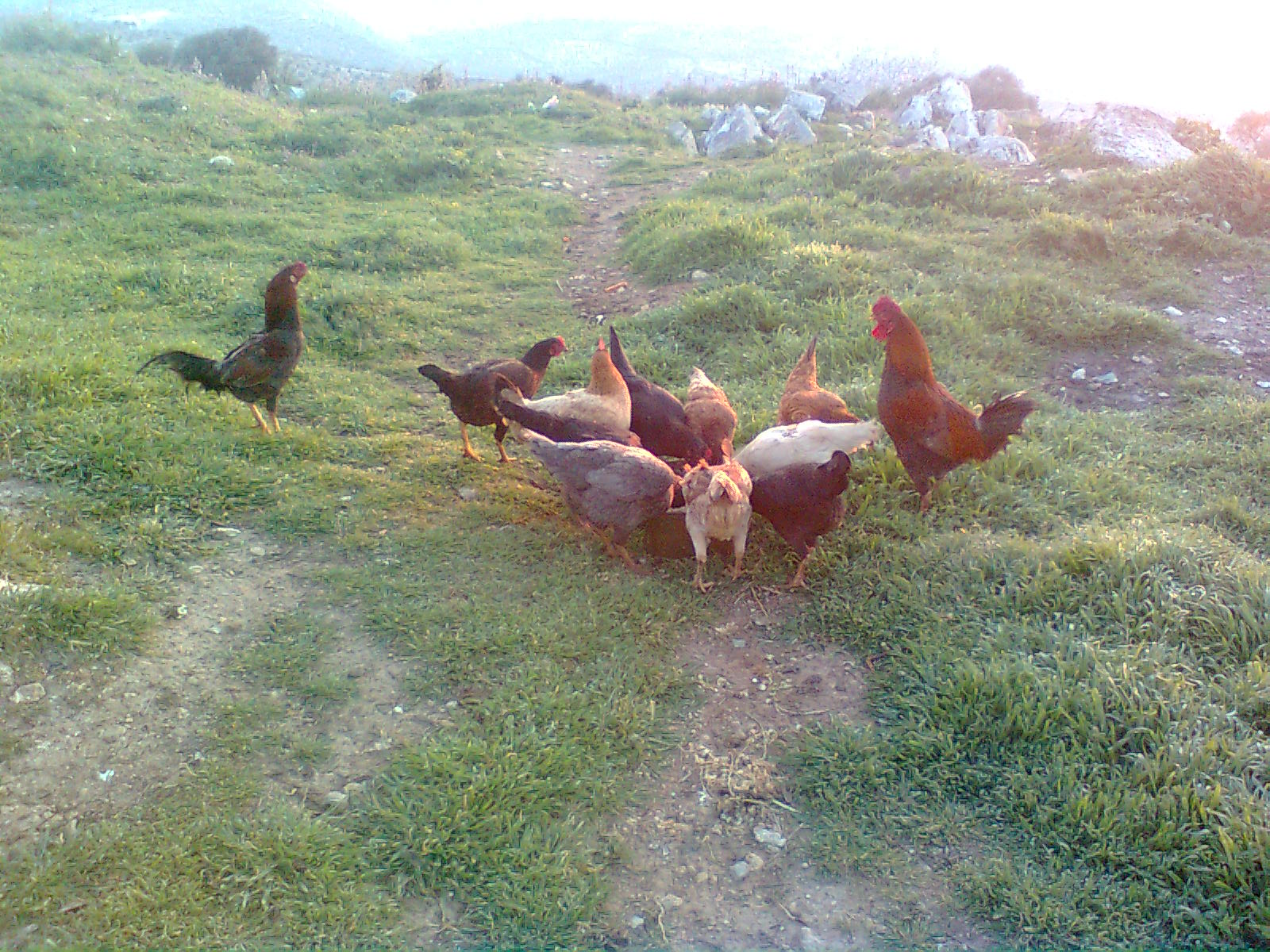
Elevage de poulets en plein air, 2011.

En 2000, le cheptel de la Syrie était composé de 18 millions de poulets, 14,5 millions de moutons, de 1,25 million de chèvres et 950 000 bovins (880 000 en 2004)[réf. nécessaire]. Dans le même temps, la pêche avait une production en 1999, de 14 600 tonnes.

### Industrie
L'industrie représentait 12 % du PIB syrien en 2022. L'industrie est en grande partie contrôlée par l'État (60 % du PNB et 80 % des investissements lourds).

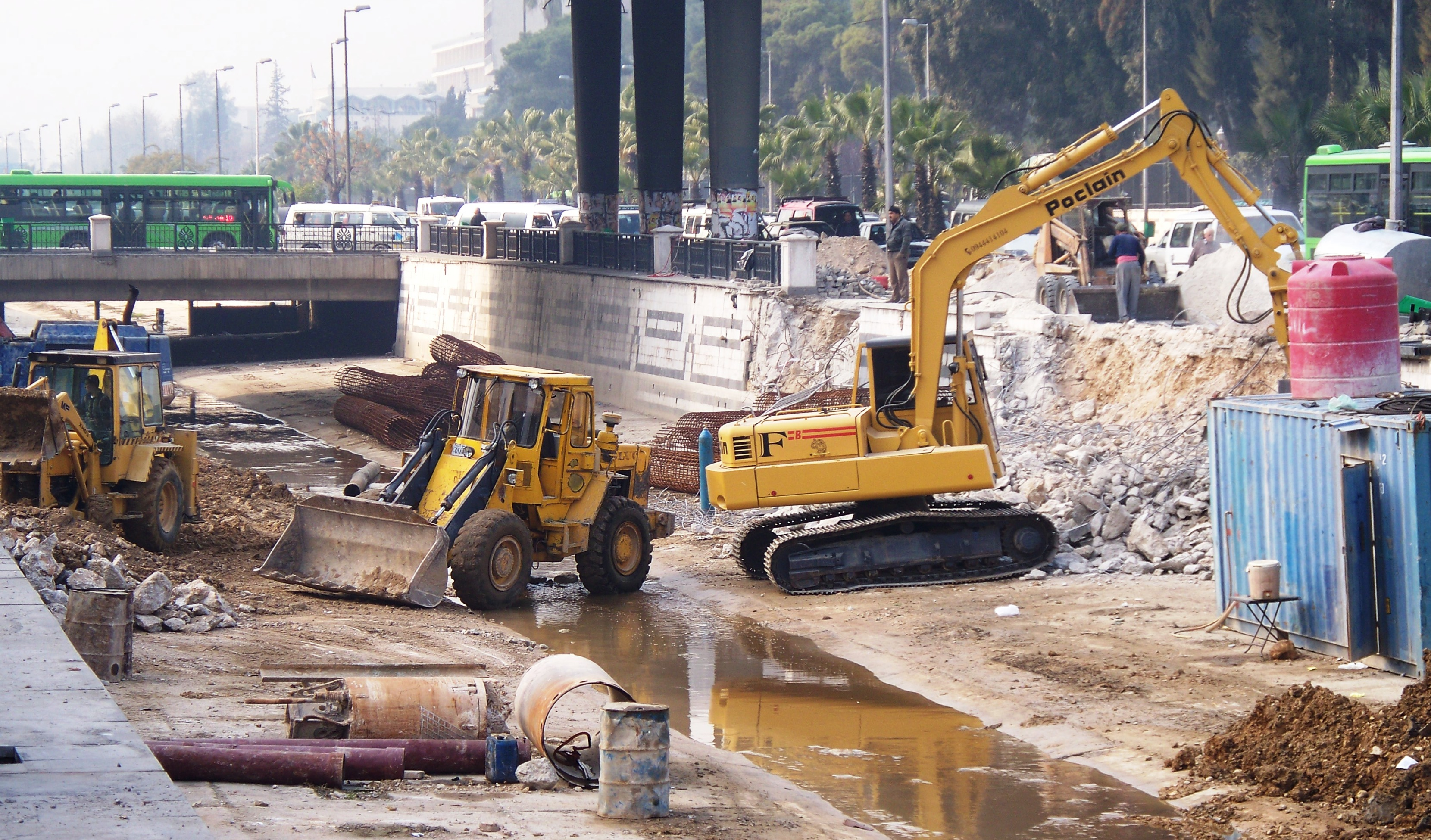
Chantier à Damas, 2009.

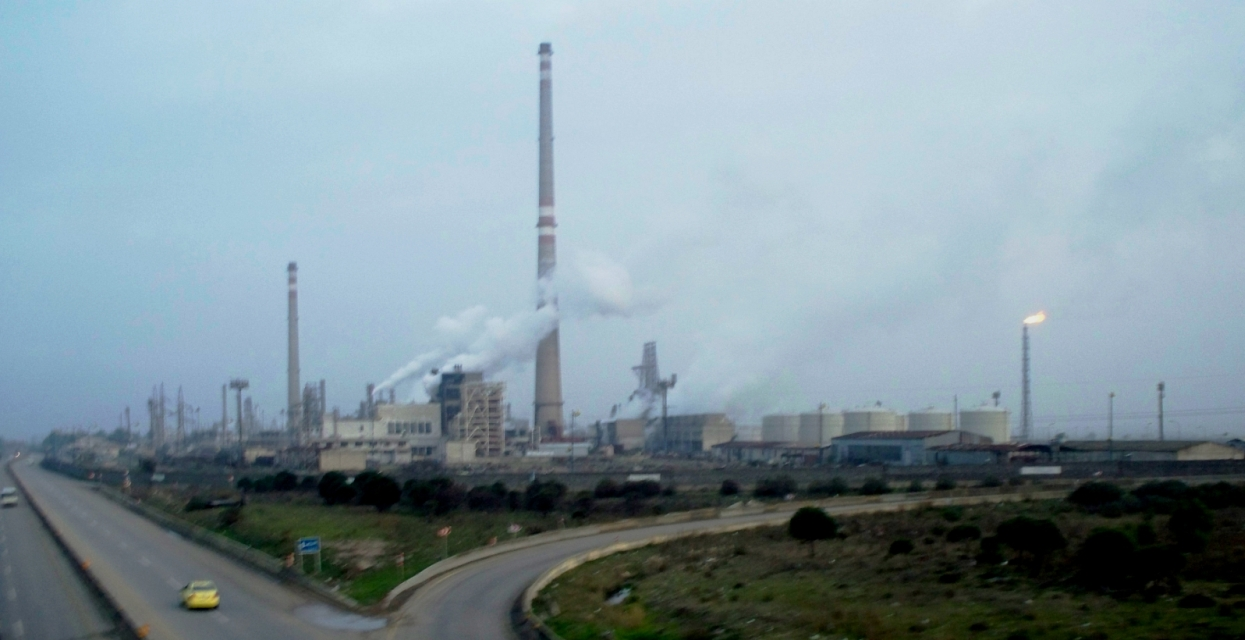
Raffinerie à Homs, 2010.

Les principaux secteurs industriels sont l'agro-alimentaire, la construction et le BTP, le raffinage du pétrole, la métallurgie, l'industrie automobile et l'industrie de produits électroniques. Le secteur artisanal syrien était aussi important dans l'artisanat du cuir, du textile et des tapis.

### Matières premières et énergies
L'ensemble de ces activités ainsi que les services ont pâti de la guerre civile et des mesures d'embargo sur le pétrole imposé notamment par l'Union européenne. La production locale de pétrole a chuté de plus de moitié pour s'élever à 160 000 barils par jour en 2011. Alors qu'en 2008, les exportations de pétrole représentaient 38 % du montant total des exportations et 22 % des recettes du budget de l'État. Le pays avait des réserves de 2,5 milliards de barils de pétrole en 2011 comparé au 150 milliards de l'Irak. La Syrie avait une production pétrolière en 2010 de 383 000 bl par jour soit 61 200 m3 par jour. Sa production de gaz naturel était en 2010 de 7,8 millions de m3 pour des réserves de 300 millions de m3. Les principaux gisements de pétrole se trouvent dans l'Est du pays. La Syrian Petroleum Company possède le monopole sur l'exploitation et l'exportation de pétrole, même si elle possède des coentreprises avec des compagnies étrangères. Cependant même avant la guerre civile, la production pétrolière du pays a fortement chuté à la suite de l'épuisement de certains champs.
Le pays est un lieu de transit pour des produits pétroliers avec la présence d'oléoducs en provenance d'Irak et d'Arabie saoudite. La Syrie avait produit en 2002, 26,9 milliards de kWh d'électricité dont 39,7 % issus de la production hydroélectrique. Les principaux barrages hydroélectriques du pays
- Barrage du 6-octobre (1994) sur l'Euphrate avec une retenue de 1 400 millions de m3
- Barrage de Tabqa (1975) sur l'Euphrate avec une retenue de 12 milliards de m3
- Barrage d’al-Baath sur l'Euphrate

Les principales ressources minières du pays sont les phosphates avec une production en 1997 de 2 175 000 tonnes (dixième rang mondial), le marbre et le gypse avec une production de 183 000 tonnes, le sel avec une production de 72 000 tonnes, le lignite et l'asphalte avec une production de 82 000 tonnes[réf. nécessaire].
Si en 2010, la production pétrolière de la Syrie s'élevait à 383.000 barils par jour, elle n'était plus que de 90.000 barils par jour en 2023, selon l'Administration américaine de l'information sur l'énergie. Certaines indiquent que 40 milliards de dollars sont nécessaires pour réparer le secteur de l’électricité syrien. Selon le chercheur David Rigoulet-Roze, les Syriens disposent rarement de plus de deux ou trois heures d’électricité par jour, même si la situation peut différer selon les régions.
Le 30 juillet 2025, la Turquie annonce son intention d'exporter vers la Syrie du gaz en provenance d’Azerbaïdjan.

### Tourisme

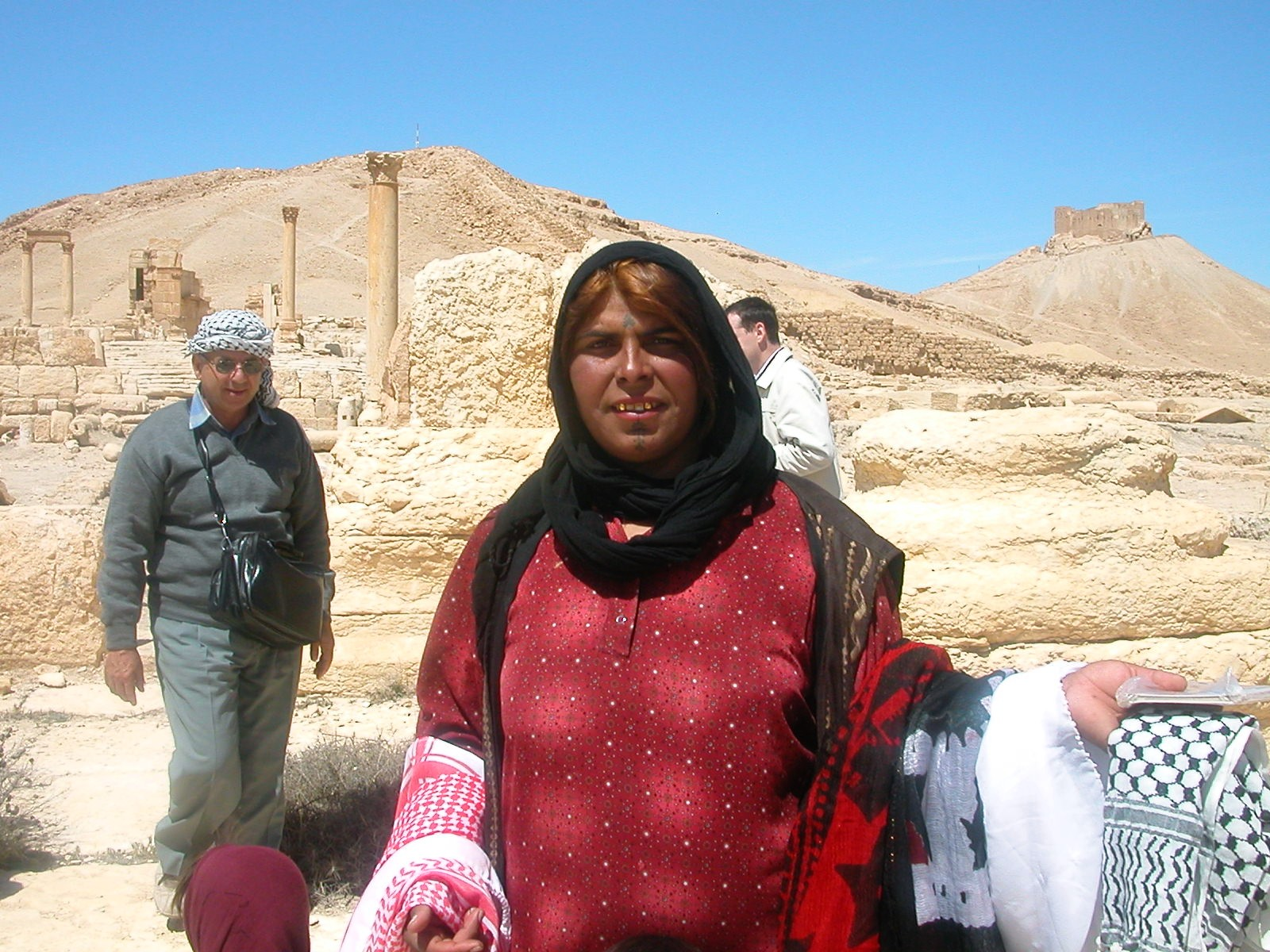
Touriste et vendeuse ambulante à Palmyre, 2008.

Longtemps négligés, notamment à cause de l'instabilité politique régionale, la relative fermeture économique du pays et l'image peu valorisée du pays en Occident, le tourisme s'est fortement développé dans les années 2000. Le nombre de touristes est passé d'environ 6 millions en 2006 à 9,5 millions en 2010. Ces touristes venant en majorité de pays arabes, avec également de nombreux touristes turcs et iraniens. Les revenus touristiques représentaient 12 % du PIB en 2010. 
En mai 2025, le porte-parole du ministère syrien de l'Intérieur, Noureddine al-Baba, annonce la création d'un service de police du tourisme chargé de sécuriser les sites touristiques du pays. Le 11 juin, la compagnie nationale aérienne Syrian Arab Airlines annonce la mise en place une nouvelle ligne reliant Damas et Istanbul, six mois après que la compagnie nationale turque Turkish Airlines ait annoncé une repris des vols vers Damas.

### Trafic de captagon
Sous le régime de Bachar el-Assad, la Syrie est devenu l'un des principaux narco-États du Moyen-Orient en étant une plaque-tournante du captagon. La production et le trafic de cette drogue de synthèse composée de fénétylline sont devenus au fil de la guerre en Syrie une source alternative de financement pour la survie du régime syrien, criblé par les sanctions en raison de se répression sanglante de la révolution de 2011.

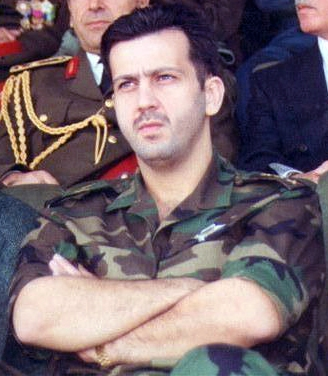
Maher al-Assad, frère du président syrien Bachar el-Assad, chef de la 4e division blindée,

En 2022, la Syrie concentre  80 % de la production de cette drogue de synthèse, devenu principal produit d'exportation du pays, avec des profits s’élèveraient à 10 milliards de dollars. La 4e division blindée, l'unité d'élite de l'armée syrienne dirigée par Maher al-Assad, frère du président syrien, serait au centre du trafic de captagon dans les zones contrôlées par le régime. Selon le journaliste Georges Malbrunot, plus d'une cinquantaine de laboratoires spécialisés à la fabrication du captagon auraient été construits en Syrie avec l'aide du Hezbollah. Cette dernière est selon plusieurs rapports impliquée dans la fabrication de cette drogue de synthèse, et son exportation via les ports de Lattaquié et de Tartous, ou encore les poreuses frontières de la Syrie avec le Liban, l'Irak, et la Jordanie. La plupart de ces cargaisons sont destinées à l'Arabie saoudite ou cette drogue est très demandée, et vendue entre 1 et 25 dollars le cachet.

### Diaspora syrienne
À la fin de la guerre civile syrienne, une grande majorité des Syriens dépendent des envois de fonds de l'étranger, de la diaspora constituée par des réfugiés syriens.

## Monnaie
La monnaie officielle est la livre syrienne, symbole (£S), communément appelée lira. Elle est égale à 100 piastres syriennes. Les billets en circulation valent : 50, 100, 200, 500, 1000, 2000 et 5 000 £S, tandis que les pièces de monnaie valent :  5, 10, 25 et 50 £S.
À cause de la guerre civile, la livre syrienne n'a pas cessé de se déprécier : en 2023, son taux de change était de 12.562 livres syriennes pour un dollar l'an dernier, contre 47 en 2011. L'effondrement de la monnaie s'est traduite par une forte inflation (115 % en 2023) exacerbée par les réductions des subventions de l'Etat à l'essence et aux produits pharmaceutiques.

## Budget
En 1992, le budget militaire représentait 43 % du budget national avec 400 000 hommes dans l'armée et 200 000 de plus dans les services de sécurité. En 2001 le budget de la défense s'est élevé à 838 millions US dollars et l'armée comportait environ 321 000 actifs et 354 000 réservistes. En 2011, le budget de l'armée atteignant 2,5 milliards de dollars et les effectifs militaires de la Syrie atteignaient 384 000 soldats. En 2015, la guerre civile que connait le pays oblige le régime à allouer des ressources très importantes (3,5 milliards de dollars) à son armée fortement engagée avec des groupes rebelles sunnites.
La dette publique est estimée à 95 % du PIB en 2017. En mai 2025 , l'Arabie saoudite et le Qatar, alliés de poids des nouvelles autorités syriennes, règlent la dette de la Syrie envers la Banque mondiale, d’environ 15 millions de dollars.